# Prosper Lodewijk van Arenberg
Prosper Lodewijk (Edingen, 28 april 1785 - Brussel, 27 februari 1861), 7e hertog van Arenberg, 13e hertog van Aarschot, 2e hertog van Meppen en 2e vorst van Recklinghausen, was van 1803 tot 1810 regerend hertog van Arenberg.

## Leven
Prosper Lodewijk was de oudste zoon van hertog Lodewijk Engelbert en van Louise Pauline van Lauraguais. Zijn vader stond hem in 1803 het nieuwe hertogdom Arenberg af, waarover hij sinds 1806 binnen de napoleontische Rijnbond als formeel soeverein vorst regeerde.
In de napoleontische oorlogen koos hij de zijde van Napoleon, met name omdat Pruisen zijn oog op Meppen had laten vallen. Hij streed in Pommeren, Sleeswijk, Denemarken en Spanje. In de Spaanse oorlog raakte hij zwaargewond en was hij van 1811 tot 1814 krijgsgevangene. Ondertussen annexeerde Napoleon in 1810-1811 Arenberg. Prosper Lodewijk kreeg ter compensatie slechts de titel Graaf van het Keizerrijk en een toelage. Na de val van Napoleon werd Arenberg geannexeerd door Pruisen en Hannover.
Het Congres van Wenen herstelde Prosper Lodewijk wel in zijn grondbezit, maar niet in zijn soevereiniteit. Hij werd in Pruisen lid van het Vorstencollege van Westfalen en in Hannover lid van de Eerste Kamer (1840). Hij stierf in 1861 en werd opgevolgd door zijn zoon Engelbert August.

## Huwelijken en kinderen
Prosper Lodewijk huwde in 1808 met Stéphanie Tascher de la Pagerie (1788-1832), een nicht van Napoleons echtgenote Joséphine de Beauharnais. Nadat dit kinderloze huwelijk door scheiding was ontbonden hertrouwde hij met Ludmilla von Lobkowitz (1798-1868), een dochter van Anton von Lobkowitz. Uit dit huwelijk werden geboren:
- Louise Paula Sidonie (1820-1853)
- Marie-Flore Pauline (1823-1861), in 1841 gehuwd met Camillo Borghese, prins Aldobrandini, neef van Camillo Filippo Ludovico Borghese
- Engelbert August (1824-1875), 8e hertog van Arenberg
- Antoon Frans (1826-1910), gehuwd met Marie-Ghislaine de Merode
- Karel (1829-1831)
- Karel Frans Marie Jozef (1831-1896), gehuwd met Julia Hunyady von Kéthely, weduwe van Michaël Obrenović
- Jozef Leonard Balthazar (1833-1896), gehuwd met Francisca van Liechtenstein
- Louise (1820-1853)